# ドイル (フリゲート)
| USS Doyle FFG-39 |                                                                                           |
| 艦歴             |                                                                                           |
| 発注:            |                                                                                           |
| 起工:            | 1981年10月23日                                                                            |
| 進水:            | 1982年5月22日                                                                             |
| 就役:            | 1983年5月21日                                                                             |
| 退役:            | 2011年7月29日                                                                             |
| 除籍:            |                                                                                           |
| その後:          |                                                                                           |
| 要目             |                                                                                           |
| 排水量           | 基準: 3,225 t                                                                             |
| 排水量           | 満載: 4,100 t                                                                             |
| 全長             | 453 ft (138 m)                                                                            |
| 全幅             | 45.4 ft (13.8 m)                                                                          |
| 吃水             | 24 ft (7.3 m)                                                                             |
| 機関             | COGAG方式                                                                                 |
| 機関             | LM2500-30ガスタービンエンジン (20,500hp) ×2基                                             |
| 機関             | 可変ピッチプロペラ（5翔）×1軸                                                             |
| 機関             | 非常用旋回式スラスタ（350hp）×2基                                                         |
| 最大速           | 29ノット以上                                                                              |
| 航続距離         | 4,500 海里（20ノット巡航時）                                                              |
| 乗員             | 206名（士官13名）                                                                         |
| 兵装             | Mk.75 76mm単装速射砲×1基                                                                  |
| 兵装             | Mk.38 25mm単装機銃×2基                                                                    |
| 兵装             | Mk.15 20mmCIWS×1基                                                                        |
| 兵装             | M2 12.7mm単装機銃×4基                                                                     |
| 兵装             | Mk.13 mod.4単装ミサイル発射機×1基 * SM-1MR SAM * ハープーンSSM を発射可能 ※2003年以降撤去 |
| 兵装             | Mk.32 mod.17 3連装短魚雷発射管×2基                                                        |
| 艦載機           | SH-60B LAMPSヘリコプター×2機                                                              |
| C4ISTAR          | NTDS (JTDS＋リンク 11/14)                                                                 |
| C4ISTAR          | Mk.92 FCS (SM-1MR, 76mm砲用)                                                              |
| C4ISTAR          | AN/SQQ-89 ASWCS                                                                           |
| センサ           | AN/SPS-49 対空捜索レーダー                                                                |
| センサ           | AN/SPS-55 対水上捜索レーダー                                                              |
| センサ           | AN/SQS-56 船底装備ソナー                                                                  |
| センサ           | AN/SQR-19 曳航ソナー                                                                      |
| 電子戦           | AN/SLQ-32(V)5 ESM/ECM装置                                                                 |
| 電子戦           | Mk.36 デコイ発射装置                                                                      |
| モットー:        |                                                                                           |

ドイル (英語: USS Doyle, FFG-39) は、アメリカ海軍のミサイルフリゲート。オリバー・ハザード・ペリー級ミサイルフリゲートの30番艦。艦名は、朝鮮戦争で活躍したジェームズ・ヘンリー・ドイル海軍中将に因む。その名を持つ艦としては2隻目。

## 艦歴
ドイルはメイン州のバス鉄工所で1981年10月23日に起工された。1982年5月22日に進水し、1983年5月21日に就役した。
最後の任務は、南方軍（SOUTHCOM）管轄地域における武器密輸取締り（CIT）任務であり、同任務に従事すべく2010年10月2日に母港・メイポート海軍補給基地を出港し、SOUTHCOM隷下で武器や麻薬の密売取締りを主任務とする統合タスクフォース「南方統合組織間協力タスクフォース」（JIATF South、JIATFS）に加わり、CIT任務に従事した。本任務中には、実際に捜査・逮捕などの権限を有する沿岸警備隊の法執行要員（LEDET）を同乗させるとともに、第42軽対潜ヘリコプター飛行隊（HSL-42）とも共同して任務に当たり、実際に東太平洋上において行われようとしていた武器密売を阻止、容疑者を拘束する成果を挙げている。
2011年4月5日に6ヶ月間の派遣期間を終えて母港のメイポート基地に帰港し、およそ4ヶ月後の同年7月29日付で退役した。